# Lights Out London
Lights Out London ist das vierte Studioalbum der deutschen Punkrock-Band Itchy Poopzkid. Es erschien in Deutschland am 25. Februar 2011 unter dem selbstgegründeten Label Findaway Records. Es ist das letzte Studioalbum mit Tobias Danne am Schlagzeug, der nach den Aufnahmen den Platz am Schlagzeug zugunsten von Max Zimmer – zuvor jahrelang Lichttechniker der Band – räumte.

## Entstehung
Das Album wurde Ende 2010 und Anfang 2011 aufgenommen. Im Oktober 2010 veröffentlichte die Band die erste Single Why Still Bother, ein Song, der für die WDCS (Whale and Dolphins Conservation Society) geschrieben wurde und auf die Themen dieser Organisation aufmerksam machen soll. Dies wird auch im Musikvideo deutlich, das die Band zu dieser Single produzierte.

## Titelliste
1. Why Still Bother
2. Is It On
3. Where Is The Happiness
4. The Enemy
5. Watch Us Come Undone
6. How’s The Weather Back Home
7. Down Down Down
8. Away From Here
9. Mute Somebody
10. It’s Definitely Be Great, Hopefully
11. T.T. Hurricane
12. It’s Tricky (Cover von Run-D.M.C.)

## Singles
1. Why Still Bother
2. Down Down Down
3. It's Tricky (Cover von Run-D.M.C.)

## Kritik
„Itchy Poopzkid ist mit ihrem aktuellen Studio-Album ein sicher nicht bahnbrechend originelles, aber durchweg höchst unterhaltsames Stück Musik gelungen, das vor allem durch seine hohe Trefferquote in Punkto Songwriting besticht.“

„Mit ihrem vierten Album bieten Itchy Poopzkid 70 % Durchschlagskraft, 25 % Bravo-Tauglichkeit und 5 % Einfallslosigkeit. […] Eine Scheibe, die zwar nicht alle Kritiker verstummen lassen wird, aber definitiv einen frischen und authentischen Gesamteindruck hinterlässt und eine Band zeigt, die nicht mehr viel braucht, um in absehbarer Zukunft den angestrebten Punkrock-Olymp zu erklimmen.“